# Elaphinis irrorata
Elaphinis irrorata är en skalbaggsart som beskrevs av Fabricius 1798. Elaphinis irrorata ingår i släktet Elaphinis och familjen Cetoniidae. Inga underarter finns listade i Catalogue of Life.